# Tit Otacili Cras (cònsol 261 aC)
|  | Per a altres significats, vegeu «Tit Otacili Cras». |

Tit Octacili Cras (en llatí Titus Octacilius Crassus) va ser un magistrat romà. Era probablement germà de Manius Octacilius Crassus. Formava part de la gens Otacília, i era de la família dels Crassí. Era d'origen plebeu.
Va ser elegit cònsol l'any 261 aC junt amb Luci Valeri Flac. Va continuar les operacions contra els cartaginesos durant la Primera Guerra Púnica, a Sicília després de la conquesta d'Agrigent. però no se sap que es va aconseguir durant el seu consolat.